# Mamied Ibragimow
Mamied Paszajewicz Ibragimow (kaz. Мамед Пашаевич Ибрагимов; ur. 9 czerwca 1992) – kazachski zapaśnik walczący w stylu wolnym. Olimpijczyk z Rio de Janeiro 2016, gdzie zajął ósme miejsce w kategorii 97 kg.
Piąty na mistrzostwach świata w 2017. Brązowy medalista igrzysk azjatyckich w 2014, a także igrzysk Solidarności Islamskiej w 2017 i 2021. Brązowy medalista mistrzostw Azji w 2022. Siódmy w Pucharze Świata w 2018. Trzeci na mistrzostwach Azji juniorów w 2011 roku.